# 스위스의 국기

스위스의 국기 비율 1:1

상선기, 정부 깃발 비율 2:3

스위스의 국기는 1889년에 제정되었다. 빨간색 바탕에 하얀색 십자가가 그려져 있다. 가로세로 비율은 1:1이며, 상선기와 정부 깃발의 가로세로 비율은 2:3이다.
국기의 원형은 1474년에서 1477년까지 일어난 부르고뉴 전투에서 슈비츠주가 사용했던 깃발이다.

## 색상
스위스의 국기 색상은 다음과 같다.
| 색상 | 빨강                     | 하양                  |
| ---- | ------------------------ | --------------------- |
| RGB  | 485C 혹은 485U (#DA291C) | 255–255–255 (#FFFFFF) |

## 주기
다음은 스위스의 주의 기 목록이다.
| 기 | 설명                    | 비고                                       |
| -- | ----------------------- | ------------------------------------------ |
|    | 취리히주의 기           |                                            |
|    | 베른주의 기             |                                            |
|    | 우리주의 기             |                                            |
|    | 슈비츠주의 기           | 스위스의 국기의 원형이 된 깃발이기도 하다. |
|    | 옵발덴주의 기           |                                            |
|    | 니트발덴주의 기         |                                            |
|    | 글라루스주의 기         |                                            |
|    | 추크 주의 기            |                                            |
|    | 프리부르주의 기         |                                            |
|    | 졸로투른주의 기         |                                            |
|    | 바젤슈타트주의 기       |                                            |
|    | 바젤란트주의 기         |                                            |
|    | 샤프하우젠주의 기       |                                            |
|    |                         |                                            |
|    | 아펜첼아우서로덴주의 기 |                                            |
|    | 아펜첼이너로덴주의 기   |                                            |
|    | 장크트갈렌주의 기       |                                            |
|    | 그라우뷘덴주의 기       |                                            |
|    | 아르가우주의 기         |                                            |
|    | 투르가우주의 기         |                                            |
|    | 티치노주의 기           |                                            |
|    | 보주의 기               |                                            |
|    | 발레주의 기             |                                            |
|    | 뇌샤텔주의 기           |                                            |
|    | 제네바주의 기           |                                            |
|    | 쥐라주의 기             |                                            |

## 옛 국기

구스위스 연방의 국기 (1291년-1798년)
헬베티아 공화국의 국기 (1798년-1803년)

## 같이 알아보기
- 적십자 표장 - 국제 적십자·적신월 운동이 발의된 스위스의 국기에서 유래.